# Kirby Burkholder
Kirby Skye Burkholder (15 gennaio 1992) è un'ex cestista statunitense.

## Carriera
Ha giocato due stagioni in A1, una con Orvieto (2014-15) e una con Costa Magnaga (2021-22).